# Jorge Salvador
Jorge Salvador Carulla (Barcelona, abril de 1963) és un col·laborador i productor espanyol, conegut per ser el director del programa El Hormiguero des de 2006.

## Carrera professional
Jorge Salvador va néixer a l'abril de 1963 a Barcelona. La seva trajectòria radiofònica va començar en Antena 3 com a tècnic en 1983.
Ha dirigit programes de televisió com La cara divertida, Al ataque o La parodia nacional (Antena 3), Crónicas marcianas (Telecinco) i Channel n.º 4 (Cuatro). Des de 2006 és director del programa de televisió El Hormiguero, tant en Cuatro com en Antena 3. També ha estat productor de Tonterías las justas (Cuatro) i El infiltrado (Telecinco).
Així mateix, és executiu en cap de la productora 7 y acción.
Des de 2021 també és productor del programa El desafío.